# جی‌آرپی
ناخالصِ هدف‌زنی‌ها که در انگلیسی به آن Gross Rating Point یا GRP گفته می‌شود، اصطلاحی در دامنه‌یِ واژگان صنعت تبلیغ و عبارت است از: جمعِ آنچه که با فهرستی از رسانه‌هایِ تعیین‌شده، به سویِ هدف روانه می‌شود. ناخالصِ هدف‌زنی‌ها برابر است با دسترسی ضرب‌در فراوانی. در فارسی به آن ناخالصِ بینندگان یا شنوندگان هم گفته می‌شود.